# Jos Lansink
Jozeph Johannes Gerardus Marinus ("Jos") Lansink (Weerselo, 19 de março de 1961) é um ginete de elite holandês, especialista em saltos, campeão olímpico e mundial. 

## Carreira
Jos Lansink representou seu país nos Jogos Olímpicos de 1988 a 2012, na qual conquistou a medalha de ouro nos saltos por equipes em 1992.